# 010 Trojans
Le 010 Trojans (anciennement dénommés Trojans de Rotterdam ou Rotterdam trojans) est un club néerlandais de football américain basé à Rotterdam aux Pays-Bas.
Fondé en 1984 sous l’appellation Rotterdam Trojans, il est le deuxième plus ancien club de football américain du pays après les Amsterdam Crusaders. Il rejoint dès sa création la Nederlandse American Football Federatie (NAFF).
Ils commencent leur première saison au second niveau de compétition (la NAFF Division One) et restent invaincus de la saison 1988 (12-0) et rejoignent la Premier Division. Cette étape s'est avérée cependant trop lourde pour les Troyans qui sont immédiatement relégués.
Après une réorganisation de la ligue néerlandaise, ils sont réintégrés dans la division la plus élevée qu'ils ne quitteront plus jamais.
Ils remportent le tire national dénommé Tulip Bowl en 1996 et en 1997. Les Rotterdam Trojans ont également joué en 1995 dans la compétition dénommée Eurobowl (défaite lors du premier tour contre les Birmingham Bulls) mais atteignent la finale B de l'Euro Cup en 1996 (défaite 0 à 7 contre les St. Gallen Seaside Vipers).
En 1998, les Trojans rejoignent la ligue dissidente dénommé AFLN (American Football League Nederland) et remportent le titre. Ils participent également à la Dutch-Belgian Benelux League et y remportent deux Benelux Bowl en 1999 et 2000.
En 2001, la NAFF et l'AFLN mettent de côté leurs divergences. Ils fusionnent et créent la structure actuelle, l'AFBN (American Football Bond Nederland.
Les Trojans seront moins dominant par la suite, n'atteignant le Tulip Bowl qu'en 2002 (défaite 0-7 contre les Amsterdam Crusaders).
En 2006, après avoir joué quelques années en rouge et jaune, les Rotterdam Trojans décident de revenir à leurs couleurs initiales, le blanc et le vert. Ils jouent leurs matchs à domicile au stade « City of Troje ».
En 2012, le club dépose le bilan en raison d'une mauvaise gestion financière et d'une fraude de la part du conseil d'administration alors en fonction. Un nouveau club est fondé par quelques joueurs et entraîneurs sous l’appellation 010 Trojans, le  « 010 » faisant référence à l'indicatif régional de la ville de Rotterdam.
L'équipe emmenée par l'entraîneur principal Michel « Moose » Storm, remporte immédiatement le titre de la 3e division et perdent l'année suivante en demi-finale de la 2e division. Après un bilan de 5-5 en 2015, Storm démissionne et c'est le coordinateur offensif Wouter van den Boogaard qui le remplace. Sous sa direction et dès sa première saison, ils jouent en Premier Division et battent les Eagles d'Alpen 17 à 14 lors des playoffs ce qui leur permet de disputer le Tulip Bowl XXXII en 2016 (défaite 6 à 40 contre les Amsterdam Crusaders. La saison suivante, Wouter van den Boogaard est remplacé par Pascal Matla. Les Trojans atteignent le Tulip Bowl XXXIII mais sont à nouveau battus 13 à 33 par les Amsterdam Crusaders. Pascal Matla quitte son poste à la suite de problèmes de santé et l'équipe descend en 1re division l'année suivante.
Le club atteint à nouveau le Tulip Bowl en 2022 mais est à nouveau battu 50 à 0 par les Amsterdam Crusaders,.

## Palmarès
- Champion des Pays-Bas (Tulip Bowl) : 1996*, 1997*
- Vice-champion des Pays-Bas (Tulip Bowl) : 1995*, 2002*, 2016, 2017, 2022
- Vainqueur de l'Holland Bowl (en AFLN) : 1998, 1999
- Champion du Benelux : 1995, 1999, 2000
- Champion de la 3e division : 2013
- Champion de la 2e division : 1988
- Participation à l'Eurobowl : 1995 (@ Birmingham Bulls)
- Finaliste de l'Euro Cup : 1996 (v. St.Gallen/Seaside Vipers)

* : sous l’appellation Rotterdam Trojans.